# Волков, Дмитрий Васильевич (государственный деятель)
Дмитрий Васильевич Волков (1727—1785) — русский государственный деятель и драматург. Тайный советник, сенатор, при Петре III секретарь Особого совета и вероятный составитель важных указов, впоследствии губернатор Оренбургской губернии, смоленский наместник и генерал-полицмейстер Санкт-Петербурга.

## Биография

### Начало карьеры
Дмитрий Волков родился в семье подьячего; в 1731 году его отцу было пожаловано личное дворянство. Получил домашнее образование и к моменту поступления на службу владел двумя иностранными языками — французским и немецким. Первым шагом в карьере стало определение в 1742 году студентом в Московском архиве Коллегии иностранных дел. В 1745 году Волков получил чин прапорщика, дававший права на дворянство, и в следующем году был включён в состав дипломатического посольства, отправленного в Вену на коронацию Франца I. В 1747 году был назначен переводчиком коллегии, а ещё через два года — секретарём.

### Секретарь А. П. Бестужева-Рюмина
В 1753 году во время посещения Москвы канцлером А. П. Бестужевым тот заметил Волкова и взял его к себе секретарём. На следующий год Волков перебрался в Санкт-Петербург. В новой должности через его руки проходили многочисленные секретные бумаги — государственная, дипломатическая и сенатская переписка, дела об откупах, подрядах и производстве в чины. Этот доступ к государственным тайнам объясняет громкость скандала, в центре которого оказался Волков в декабре 1754 года.

Секретарем канцлера Бестужева являлся коллежский советник Д. В. Волков. Но он в конце 1754 г. окончательно запутался в долгах, совершил казённую растрату и бежал. Его исчезновение могло сыграть на руку врагам канцлера. Но ещё опаснее было то, что этот молодой человек мог поведать кому не следует о внешнеполитических замыслах Елизаветы Петровны. Секретаря вскоре поймали около Тихвинского монастыря. Он признал свою вину и ему разрешили исполнять прежние обязанности.
Императрица Елизавета повелела оплатить все долги Волкова. В 1756 году, когда была создана Министерская конференция при Высочайшем дворе (высший на ту пору государственный орган), Волков по протекции П. И. Шувалова получил должность её секретаря. В должности конференц-секретаря составил проект реформы центральных управлений, которому, однако, не было дано хода.

### Участие в антибестужевском перевороте и роль при Петре III
В январе 1758 года Волков сообщил лидерам антибестужевской группировки при дворе о планах канцлера после кончины Елизаветы в обход законного наследника Петра Фёдоровича возвести на престол его жену. В результате Бестужев был отправлен в ссылку, а сам Волков получил от императрицы «в вечное и потомственное владение некоторые харчевни в Москве» и тысячу душ крепостных. В 1760 году по ходатайству нового канцлера М. И. Воронцова он был произведён в статские советники.
Сразу после кончины Елизаветы Петровны, в декабре 1761 года, Волков занял пост личного секретаря Петра III, оставаясь в этой должности до 28 июня 1762 года. В этот период он получил чин действительного статского советника, в марте 1762 года стал членом Коллегии иностранных дел, а в мае 1762 года, с учреждением Особого совета при императоре, вошёл и в его состав. «Новый энциклопедический словарь» Брокгауза и Ефрона называет Волкова тайным секретарём нового совета, все члены которого «думали головою Волкова». Позже в докладной записке на имя Екатерины II граф Н. И. Панин сообщал о Волкове: «Исполнял существенную ролю первого министра, был правителем самих министров, избирал и сочинял дела по самохотению, заставлял министров оные подписывать, употребляя к тому имя государя…»
Волкову приписывается авторство ряда ключевых документов периода правления Петра III. Среди таких документов — манифест от 18 февраля 1762 года «О даровании вольности и свободы всему российскому дворянству», указ от 21 февраля о ликвидации Тайной канцелярии, указ от 21 марта о восстановлении Коллегии экономии синодального управления, указы «О снятии ограничений на внешнюю торговлю», «О секуляризации церковных земель», «О таможенной политике государства». По его инициативе были понижены цены на соль, введён запрет на наказание «кошками» в армии и на флоте.

### В правление Екатерины II
В ходе июньского переворота 1762 года Волков был заключён под домашний арест, под которым пробыл около месяца; находясь под арестом, он отправил новой императрице покаянное письмо. Получив это письмо, Екатерина уже в июле направила его в Оренбургскую губернию вице-губернатором, а вскоре он сменил этот пост на губернаторский.
Успешная деятельность в Оренбургской губернии была оценена императрицей, и в 1764 году Волков был возвращён в Санкт-Петербург, получив назначение на пост директора Мануфактур-коллегии. Летом 1767 года в составе свиты принимал участие в путешествии Екатерины II по Волге. В 1768 году получил чин тайного советника и стал сенатором. В сентябре 1771 года вместе с Григорием Орловым был направлен в Москву, где в это время шла эпидемия чумы, и усилиями по поддержанию порядка и организации борьбы с эпидемией снискал особое расположение Екатерины; удостоен ордена Святого Александра Невского. В марте — мае 1772 года Волков активно участвовал в восстановлении после эпидемии Московского театра — сначала в организации подписки в пользу оставшихся без средств актёров театра, а затем в утверждении проекта восстановления театра, составленного А. П. Сумароковым.
В 1776 году, оставаясь на постах сенатора и президента Мануфактур-коллегии, Волков был направлен наместником в Смоленск, но в 1778 году возвращён в Санкт-Петербург на должность генерал-полицмейстера. С декабря 1779 до августа 1780 года он выполнял одновременно обязанности гражданского губернатора Санкт-Петербурга и председателя столичного Приказа общественного призрения. В период руководства Волкова в Санкт-Петербурге открыты Инвалидный дом на Каменном острове и первая городская больница на Фонтанке, учреждено Коммерческое училище.
С 1780 года до отставки в 1782 году выполнял только обязанности сенатора. Последние годы жизни провёл в своём имении в селе Крест (Велижский уезд Витебской губернии), где и умер в 1785 году. 

## Семья
От брака с Прасковьей Борисовной Никитиной имел шестерых детей: сыновей Николая (действительный статский советник, вице-губернатор Литовской губернии), Алексея (служил в гвардии, секунд-майор), Сергея (камер-юнкер), дочерей Веру (замужем за статским советником Булычёвым), Надежду (замужем за князем Р. Н. Ухтомским) и Любовь (замужем за надворным советником Гедеоновым).

## Литературная деятельность
В книге «Руководители Санкт-Петербурга» начало литературной деятельности Дмитрия Васильевича Волкова связывается предположительно со временем путешествия по Волге в свите Екатерины II в 1767 году, когда императрица и её спутники переводили с французского исторический роман Ж.-Ф. Мармонтеля «Велизарий».
В 1774 году была напечатана комедия Волкова «Воспитание», в том же году поставленная на сцене Московского театра. Пьеса, написанная в традициях учительной комедии и мещанской «слёзной» драмы, содержала выпады против А. П. Сумарокова и Д. И. Фонвизина, а также отдельных представителей дворянства в рамках, допускаемых цензурой; возможно, что опубликованная в том же году Сумароковым «Притча на несмысленных писцов» представляла собой ответный выпад в адрес Волкова. Волкову приписывается также опубликованная анонимно в 1774 году в новиковском журнале «Кошелёк» одноактная пьеса «Народное игрище».

## Награды
- 1770 — Орден Святой Анны[11]
- 1772, 9 марта — Орден Святого Александра Невского[12]